# 松原站 (東京都)
松原站（日语：／ Matsubara eki */?）是一個位於東京都世田谷區松原四丁目，屬於東急電鐵世田谷線的停留場。車站編號是SG09。
此站位於世田谷區赤堤二、三、四丁目、松原四丁目的邊界。

## 歷史
- 1949年（昭和24年）9月1日 - 近山下的六所神社前站搬遷，設立玉電松原站。但是實際上與近下高井戶的七軒町站統合。
- 1969年（昭和44年）5月11日 - 改稱松原站。

## 車站構造
對向式月台2面2線的地面車站。平日早上尖峰時段的下行月台設有職員，負責上下整理（不接受車費）。

### 月台配置
| 月台 | 路線     | 方向 | 目的地             |
| ---- | -------- | ---- | ------------------ |
| 西側 | 世田谷線 | 下行 | 下高井戶方向       |
| 東側 | 世田谷線 | 上行 | 上町、三軒茶屋方向 |

（來源：東急電鐵:車站構內圖 （页面存档备份，存于））

## 利用狀況
官方未公布本站的乘車人數。世田谷線全線的乘車人數請參照東急世田谷線#使用情況。

## 車站周邊
- 赤松公園
- 東京都道427號瀨田貫井線（日语：東京都道427号瀬田貫井線）
- 赤堤商店街
- 世田谷赤堤二郵便局

## 相鄰車站
東急電鐵
 世田谷線
山下（SG08）－松原（SG09）－下高井戶（SG10）

## 外部連結
- 松原（各站資訊） - 東急電鐵